# 遙かなるドナウ
遙かなるドナウ（はるかなるドナウ）は宝塚歌劇団のミュージカル作品。花組公演。
併演作品は『エコーズ』。

## 解説
※『宝塚歌劇100年史（舞台編）』の宝塚大劇場公演のページを参照
19世紀末、ドナウ川に沿った王家を舞台に、王家の王女を恋した若者の悲恋を描いた作品。村の粉屋の息子に生まれながら学問に優れたハンスは、領主・リヒテンフェルス王家の家庭教師として迎えられることとなった。名ばかりの領主に落ちぶれていたリヒテンフェルス王家の当主・エリザベートは、娘のリーザ姫を大国の皇太子に嫁がせようとしていたが、リーザとハンスの間にいつしかほのかな愛が芽生えていく。
松あきらのトップスターお披露目公演。

## 公演期間と公演場所
- 1978年9月29日 - 11月7日[2]（第一回・新人公演：10月13日[3]、第二回・新人公演：10月27日[4]）　宝塚大劇場
- 1979年1月1日 - 1月29日[5]（第一回・新人公演：1月15日[3]、第二回・新人公演：1月21日[4]）　新宿コマ劇場
- 1979年2月8日 - 2月16日[6]　中日劇場

## 主な配役（宝塚・東京）
- ハンス - 松あきら[7]（第一回・新人公演：寿ひずる[3]、第二回・新人公演：平みち[4]）
- リーザ - 北原千琴[7]（第一回・新人公演：花條まり恵[3]、第二回・新人公演：愛原さゆ美[4]）

## 宝塚大劇場公演のデータ
形式名は「ミュージカル・ロマンス」。副題は「モルナール・フェレンツ作「白鳥」より」。12場。

### スタッフ
- 作・演出：大関弘政[2]
- 音楽：中元清純[8]
- 音楽指揮：野村陽児[8]
- 振付：鈴木武[8]（プロ野球選手ではない）
- 装置：石浜日出雄[8]
- 衣装：静間潮太郎[8]
- 照明：今井直次[9]
- 音響：松永浩志[9]
- 小道具：上田特市[9]
- 効果：扇野信夫[9]
- 演出助手：太田哲則[9]
- 制作[9]：野田浜之助、武井泰治
- 原作：モルナール・フェレンツ[9]